# Илектрик Прунс
„Илектрик Прунс“ (на английски: The Electric Prunes) е рок група в щата Калифорния, САЩ.
Тя е образувана през 1966 година край Лос Анджелис. За известно време постига голям успех в годините на бързо развитие на психеделичния рок. След няколко неуспешни години групата се разделя през 1970 година. След 1999 година отново се събира и издава няколко албума.